# 铜壁关凤仙花
铜壁关凤仙花（学名：[Impatiens tongbiguanensis] 错误：{{Lang}}：文本有斜体标记（帮助））为凤仙花科凤仙花属下的一个种。 該物種是一年生草本植物，高約30-40厘米，全株无毛。 該物種主要位於云南西部盈江铜壁关。

## 扩展阅读
- 維基物種上的相關：铜壁关凤仙花